# Bupleurum asperuloides
Bupleurum asperuloides là một loài thực vật có hoa trong họ Hoa tán. Loài này được Heldr. mô tả khoa học đầu tiên năm 1859.